# بروس بوكسليتنر
بروس بوكسليتنر (بالإنجليزية: Bruce Boxleitner)‏ مواليد 12 مايو 1950 في إلينوي، الولايات المتحدة، هو ممثل أمريكي بدأ مسيرته الفنية سنة 1973.

## الأعمال
- ترون: الإرث
- هاواي فايف أو
- غان سموك
- ممسوس بملاك
- أميريكان داد!
- تشاك
- هيروز
- إن سي آي إس
- كينغدوم هارتس II
- اسبك أوبس: ذا لاين

## روابط خارجية
- بروس بوكسليتنر على موقع IMDb (الإنجليزية)
- بروس بوكسليتنر على موقع روتن توميتوز (الإنجليزية)
- بروس بوكسليتنر على موقع ألو سيني (الفرنسية)
- بروس بوكسليتنر على موقع أول موفي (الإنجليزية)
- بروس بوكسليتنر على موقع قاعدة بيانات برودواي على الإنترنت (الإنجليزية)
- بروس بوكسليتنر على موقع قاعدة بيانات الأفلام السويدية (السويدية)
- بروس بوكسليتنر على موقع إن إن دي بي (الإنجليزية)
- بروس بوكسليتنر على موقع ديسكوغز (الإنجليزية)
- بروس بوكسليتنر على موقع قاعدة بيانات الفيلم (الإنجليزية)
- بروس بوكسليتنر على موقع كينوبويسك (الروسية)